# Fouquières-lès-Lens
Fouquières-lès-Lens – miejscowość i gmina we Francji, w regionie Hauts-de-France, w departamencie Pas-de-Calais.
Według danych na rok 1990 gminę zamieszkiwało 7038 osób, a gęstość zaludnienia wynosiła 1700 osób/km² (wśród 1549 gmin regionu Nord-Pas-de-Calais Fouquières-lès-Lens plasuje się na 126. miejscu pod względem liczby ludności, natomiast pod względem powierzchni na miejscu 754.).